# Semič (vattendrag)
Semič är ett vattendrag i Tjeckien.   Det ligger i regionen Södra Mähren, i den östra delen av landet, 170 km öster om huvudstaden Prag.